# Myristica ampliata
Myristica ampliata är en tvåhjärtbladig växtart som beskrevs av W.J.J.O. de Wilde. Myristica ampliata ingår i släktet Myristica och familjen Myristicaceae. Inga underarter finns listade i Catalogue of Life.